# Абакуменко Олексій Якович
Абакуменко Олексій Якович (*15 березня 1889 — †22 вересня 1920) — авіатор-випробувач українського походження, військовик Російської імперії, повний Георгіївський кавалер.

## Життєпис
Народився у м.Луганськ у родині Якова Абакуменка, українського міщанина. Отримав початкову (домашню) освіту. З листопада 1910 року — солдат 11-ї повітроплавальної роти. У квітні 1912 року закінчив авіаційний відділ Офіцерської повітроплавальної школи зі званням льотчика. З серпня 1915 року в Особливому авіаційному загоні для охорони Імператорської резиденції. З вересня 1917 року служить у 1-му корпусному авіаційному загоні. Наприкінці цього ж року командирований до Великої Британії в авіаційну школу.
У серпні 1918 року залишив Велику Британію і повернувся в Росію. Воював у білій армії О.Колчака на Східному фронті. З листопада 1918 року військовий льотчик 1-го Сибірського корпусного авіаційного загону. Підвищений у штабс-капітани за бойові відзнаки.
Загинув 22 вересня 1920 року на Харбінському іподромі під час випробування нового літака конструктора І. Ділля. Похований на міському цвинтарі Харбіна (Китай).

## Нагороди
Георгіївські (солдатські) хрести IV, III, II і I ступенів; ордени — св. Анни IV ступеня з написом «За хоробрість» і III ступеня з мечами і бантом, св. Станіслава III ступеня з мечами і бантом і II ступеня з мечами, св. Володимира IV ступеня з мечами і бантом, св. Георгія IV ступеня.